# 川去駅
川去駅（かわさりえき）は、かつて福井県鯖江市持明寺町に存在した福井鉄道鯖浦線の駅（廃駅）である。

## 歴史
- 1926年（大正15年）10月1日：鯖浦電気鉄道の駅として開業。
- 1945年（昭和20年）8月1日：合併により福井鉄道鯖浦線の駅となる。
- 1973年（昭和48年）9月29日：鯖浦線全線廃止に伴い廃駅となる。

## 駅構造
相対式ホーム2面2線の地上駅。

## 駅跡
隣の越前平井駅と同じくサイクリングロードの休憩所になっている。当初は駅名標を模した案内板が立っていたが、後に撤去されている。

## 隣の駅
福井鉄道
鯖浦線
越前平井駅 - 川去駅  - 西田中駅